# كاستور ستيشن (ميزوري)
كاستور ستيشن (بالإنجليزية: Castor Station)‏ هي إحدى المجتمعات الفردية (غير مصنفة) في ولاية ميزوري في الولايات المتحدة الأمريكية.